# Михайло-Лукашовский сельский совет (Вольнянский район)
Михайло-Лукашовский сельский совет (укр. Михайло-Лукашівська сільська рада) — сельсовет в составе
Вольнянского района
Запорожской области
Украины.
Административный центр сельского совета находится в селе
Михайло-Лукашово.

## История
- 1943 — дата образования.

## Населённые пункты совета
- с. Михайло-Лукашово
- с. Миролюбовка
- с. Нововасилевское
- с. Новомихайловское